# Tralla (vagn)

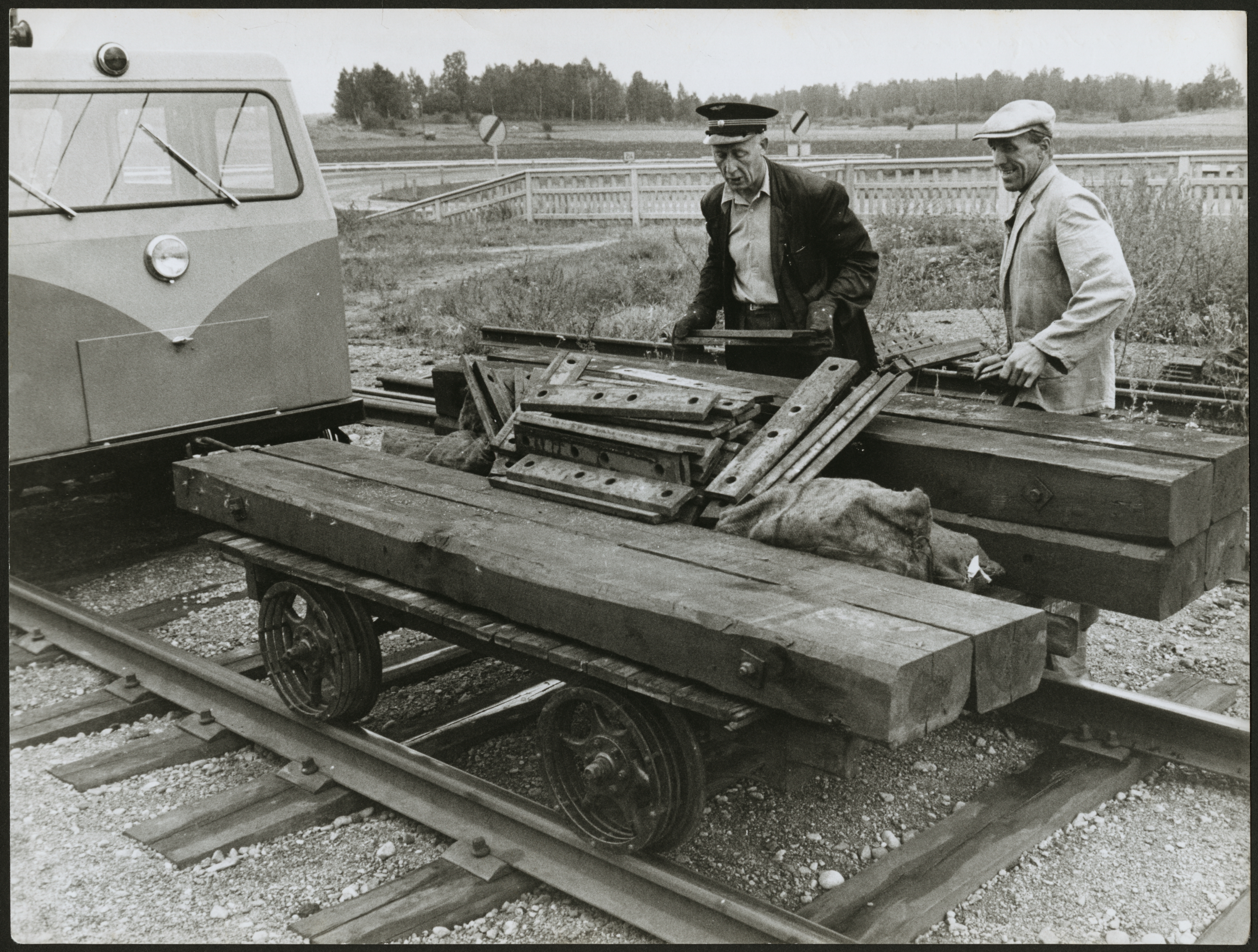
En tralla lastas med slipers

Tralla är en liten, låg, lätt vagn med tre eller fyra hjul för transport på (järnvägs)spår. Historiskt i svenska språket sedan 1891, efter engelskans trolley med samma betydelse - ungefär "mindre kärra" (av troll, i svenskan anslutet till trall och trilla).
Tralla förväxlas ibland med dressin. En tralla är dock ämnad att skjutas eller dras och saknar egen anordning för framdrivning medan en dressin drivs med motor eller muskelkraft.